# Holocentrus rufus
Holocentrus rufus is een straalvinnige vissensoort uit de familie van de eekhoorn- en soldatenvissen (Holocentridae). De wetenschappelijke naam van de soort is voor het eerst geldig gepubliceerd in 1792 door Walbaum.